# Боени
Боени (на френски: Boeny) е един от двадесет и двата региона на Мадагаскар.
- Столица: Махаджанга
- Площ: 31 046 км²
- Население (по преброяване през май 2018 г.): 931 171 души
- Гъстота на населението: 29,99 души/км²[1]

Регион Боени е разположен в провинция Махаджанга, в северозападната част на страната и има излаз на Индийския океан. Разделен е на 6 района.